# Gremi de Llibreters de Vell de Catalunya
Gremi de Llibreters de Vell de Catalunya és una organització empresarial que agrupa les llibreries de vell amb seu a Catalunya.
El Gremi de Llibreters de Vell de Catalunya es va fundar a Barcelona l'any 1978, tot i que durant els anys trenta ja havia existit una Associació Professional de Llibreters de Vell de Catalunya, que es troba en els orígens de l'actual Gremi. El Gremi té la finalitat de defensar els interessos professionals dels seus membres, que en són una quarantena. Anualment organitza a Barcelona la Fira del Llibre d'Ocasió Antic i Modern, un certamen que s'inicià el 1952 per un antic Gremi de Llibreters de caràcter més generalista. Des de l'any 2020 fins al 2023, el president del Gremi de Llibreters de Vell de Catalunya fou el poeta i llibreter Marçal Font i Espí.A partir de l'any 2024 l'actual president és el llibreter i arqueòleg Erik Prats i Martínez, fundador juntament amb Sara Reyes Barazar de la llibreria anticuària Antigularia. Anteriorment, el precediren en el càrrec Patricia Camiño entre els anys 2015 i 2020, i encara abans, Albert Obradors Casals, que fou el seu president entre els anys 2002 i 2015.